# The Fly
«The Fly» (с англ. — «Муха») — песня ирландской рок-группы U2, седьмой трек и первый сингл из альбома Achtung Baby. Композиция продемонстрировала более абразивный саунд U2 — она содержала хип-хоп-ритм и индастриальный бит, искаженный вокал и замысловатое гитарное соло. Вокалист Боно охарактеризовал сингл как «звук четырёх мужчин, рубящих дерево Джошуа», в связи с его непохожестью на традиционный звук U2, который стал визитной карточкой группы в 80-х годах.
Боно описал тему песни как анонимный телефонный звонок из Ада, от человека которому там нравится. Он рассказывает своему собеседнику, на другом конце линии, о своём опыте в чистилище. Песня и её музыкальное видео стали площадкой для персонажа по имени «The Fly» — визуальный образ, который Боно придумал для Zoo TV Tour. Фронтмен изображал роль типичной рок-звезды, собрав все стереотипы воедино — одежда из чёрной кожи, большие солнцезащитные очки и напыщенное поведение на сцене. Песня стала вторым синглом группы, возглавившим британский хит-парад, и пользовалась большим успехом на альтернативных рок-радиостанциях.

## Содержание

Исполнение «The Fly». Филадельфия, 1992 год.

Песня была записана в темпе 108 ударов в минуту, размер 4/4, тональность E мажор. Куплеты звучат в прогрессии аккордов E-A-A sus4-E. Припев звучит в прогрессии аккордов C#m-E-A. Однако на концертах, как правило, Эдж играет песню на полтона ниже, настраивая гитару на E♭ — это обычная практика для U2, они используют её во время концертных выступлений.
Песня демонстрирует более тяжелую, более абразивную сторону U2. Она содержит хип-хоп-ритм, искажённый вокал, замысловатое гитарное соло и индастриальный бит. Allmusic описали песню «свистящей, индастриальной, наполненной битом вещицей».
Боно описал песню как «чудаковатый телефонный звонок из Ада … но [звонящему] нравится находиться в пекле». Звонящий — одноименный персонаж Боно (The Fly), делится с слушателями тем, что он узнал в аду. Боно поёт часть припева фальцетом, используя голос, который он называет «Толстуха», вокалист также использовал его в песнях «Lemon» и «Numb» из альбома Zooropa.

## Видеоклип
Видео снималось в Лондоне. Боно, будучи в образе, прогуливался с немецкой газетой подмышкой сквозь городской трафик в районе статуи Эроса на Пикадилли и заговаривал с прохожими по-немецки. По словам Боно, из финальной версии видео вырезали немало интересных эпизодов, например, момент, в котором он залез на полицейский фургон и поимел массу проблем. «Возле статуи играла какая-то рокабилли-группа, я двинулся прямо сквозь толпу, завладел микрофоном и стал кричать, что ЦРУ установило мне в мозг какое-то устройство. Самое интересное — никто даже глазом не моргнул, мне только бросили немного денег — решили, что это часть представления. Я чувствовал огромную свободу в том, чем мы тогда занимались».

## Список композиций
«The Lounge Fly Mix» вышел только на 12' и CD изданиях сингла.
| №  | Название                                                  | Автор(ы)   | Продюсер      | Длительность |
| -- | --------------------------------------------------------- | ---------- | ------------- | ------------ |
| 1. | «The Fly»                                                 | U2         | Даниэль Лануа | 4:29         |
| 2. | «Alex Descends into Hell for a Bottle of Milk»/«Korova 1» | Боно и Эдж | Пол Барретт   | 3:37         |
| 3. | «The Lounge Fly Mix»                                      | U2         | Даниэль Лануа | 6:28         |

## Участники записи
- Боно — вокал
- Эдж — гитара, клавишные
- Адам Клейтон — бас
- Ларри Маллен-мл. — ударные, перкуссия

## Чарты и сертификация
| Хит-парад (1991)                                | Высшая позиция |
| ----------------------------------------------- | -------------- |
| Australian ARIA Chart                           | 1              |
| Austrian Singles Chart                          | 5              |
| Canada RPM Top Singles                          | 16             |
| Dutch Top 40                                    | 4              |
| Finland (Suomen virallinen lista)               | 2              |
| French Singles Chart                            | 6              |
| German Singles Chart                            | 5              |
| Irish Singles Chart                             | 1              |
| New Zealand Singles Chart                       | 1              |
| Norwegian Singles Chart                         | 1              |
| Spain (AFYVE)                                   | 1              |
| Swedish Singles Chart                           | 3              |
| Swiss Singles Chart                             | 3              |
| UK Singles Chart                                | 1              |
| US Billboard Hot 100                            | 61             |
| US Billboard Hot Dance Music/Maxi-Singles Sales | 44             |
| US Billboard Mainstream Rock Tracks             | 2              |
| US Billboard Modern Rock Tracks                 | 1              |

| Хит-парад (1991)         | Позиция |
| ------------------------ | ------- |
| Australian Singles Chart | 48      |
| Dutch Top 40             | 71      |

| Страна | Статус     | Дата           | Продажи |
| ------ | ---------- | -------------- | ------- |
| UK     | Серебряный | 1 октября 1991 | 200,000 |

## Кавер-версии
Гэвин Фрайдей записал свою версию композиции для трибьют-альбома U2 AHK-toong BAY-bi Covered: "Эдж позвонил мне и сказал: «Никто не хочет записывать „The Fly“ — все боятся.» Я думаю, это из-за того, что у неё собственная звуковая сущность. Это был лид-сингл и точка переосмысления. U2 хорошо сказали тогда: «Это был звук людей, пилящих дерево Джошуа». Помню, я видел их, когда они работали над Achtung Baby на ранней стадии. Я вставил ракету им в задницу и сказал: «Дерзайте»."